# نیکو راتی
نیکو راتی (انگلیسی: Nico Ratti؛ زادهٔ ۱۸ سپتامبر ۱۹۹۳) بازیکن فوتبال اهل اسپانیا است که در حال حاضر برای آندورا در پست دروازه‌بان بازی می‌کند.
از باشگاه‌هایی که در آن بازی کرده است می‌توان به آندورا اشاره کرد.